# Humanistische Partei (Deutschland)
Die Humanistische Partei (Kurzbezeichnung: HP) war eine am 23. September 1984 in West-Berlin gegründete Kleinpartei aus der Gruppe der Humanistischen Parteien. Sie vertrat den sogenannten Neuen Humanismus von Mario Rodríguez Cobos.
Seit 2006 sind keine Aktivitäten der Partei mehr bekannt, 2012 wurde sie aus der Unterlagensammlung des Bundeswahlleiters entfernt.

## Programm
Die deutsche HP präsentierte sich programmatisch als linksliberale, basisdemokratische Partei, deren Inhalte hauptsächlich auf die Ideen Silos zurückgingen. Inhaltlich wird vorrangig ein Modell einer „solidarischen und gewaltfreien Gesellschaft“ vertreten, wobei die HP alle Politikfelder auf der Basis des von Silo entworfenen „Neuen Humanismus“ bearbeitete, gemäß dessen Motto „Nichts über dem Menschen und kein Mensch unter einem anderen“. So wurden alle gewaltlosen Aktionen gegen Gewalt und Diskriminierung befürwortet. Im Einzelnen trat die HP in ihrem Parteiprogramm für Minderheitenrechte, Vorrang für Gesundheit und Bildung und gegen Privatisierung in diesen Bereichen ein. Das Eintreten für ein gerechteres Wirtschaftsmodell war ein Kernanliegen, wonach die Beziehung zwischen Kapital und Arbeit grundlegend verändert werden sollte, um eine Verteilung der Gewinne an alle zu ermöglichen. Die Partei setzte sich für die Integration von Ausländern ein und zielte mit ihrem Programm vor allem auf junge Wähler ab.

## Organisation
Die Partei verfügte über keine flächendeckende Organisationsstruktur. Landesverbände gab es in Bayern, Berlin und Nordrhein-Westfalen. 

## Wahlen
Erstmals trat die HP zur Landtagswahl in Nordrhein-Westfalen 1985 an. Es folgten acht Landtags-, zwei Europa- und vier Bundestagswahlen. Von Studentenvertretern, der evangelischen Kirche und linken Kreisen initiierte Protestkampagnen gegen die Humanistische Partei führten bis Mitte der 1990er-Jahre zu einem fast vollständigen Rückzug der Partei.
Bundestagswahlen
- 1998 0,0 %
- 2002 0,0 %

Europawahlen
- 1999 0,0 %

Landtagswahlen
- Bayern
  - 1986 0,0 %
  - 1998 0,0 %
- Berlin
  - 1999 0,0 %
  - 2001 0,0 %
- Nordrhein-Westfalen
  - 1995 0,0 %
  - 2000 0,0 %